# Mike Piazza

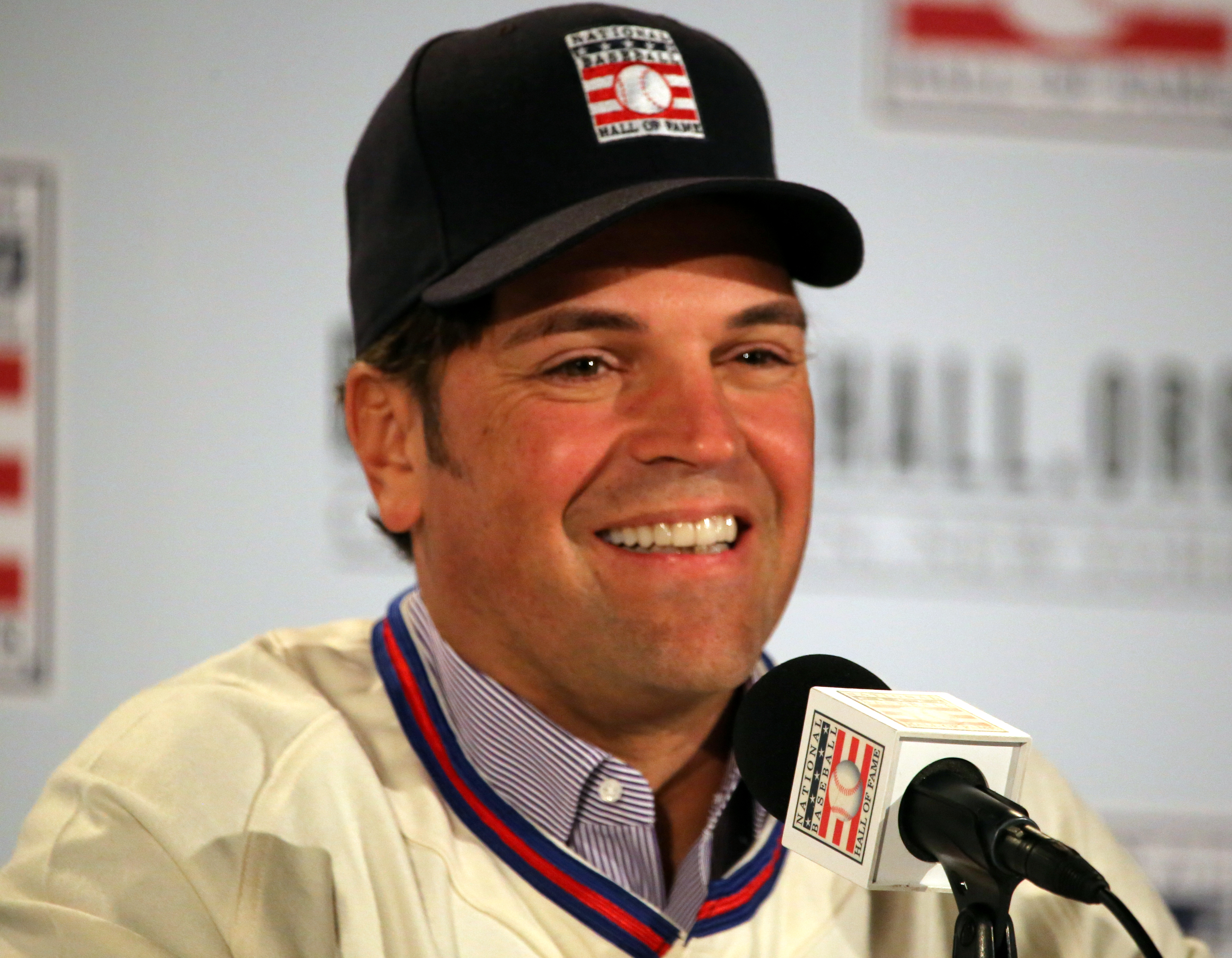
Mike Piazza, 2016.

Michael Joesph "Mike" Piazza, född 4 september 1968 i Norristown i Pennsylvania, är en amerikansk före detta professionell basebollspelare som spelade som catcher för Los Angeles Dodgers, Florida Marlins, New York Mets, San Diego Padres och Oakland Athletics i Major League Baseball (MLB) mellan 1992 och 2007.
Han blev draftad av Los Angeles Dodgers i 1988 års MLB-draft.
Piazza vann tio Silver Slugger Awards. Den 30 juli 2016 pensionerade New York Mets hans tröjnummer #31 och Piazza blev även invald i National Baseball Hall of Fame den 25 juli 2016.
Mellan 2016 och 2018 ägde han den italienska fotbollsklubben AC Reggiana 1919, som då spelade i Serie C.